# Vught
Vught és un municipi de la província del Brabant del Nord, al sud dels Països Baixos. L'1 de gener del 2009 tenia 25.349 habitants repartits sobre una superfície de 34,46 km² (dels quals 0,95 km² corresponen a aigua). Limita al nord amb 's-Hertogenbosch, a l'oest amb Heusden, a l'est amb Sint-Michielsgestel i al sud amb Haaren i Boxtel.

## Centres de població
- Cromvoirt, 797 h.
- Vught, 24.442 h.

## Ajuntament
| Eleccions municipals     | Eleccions municipals | Eleccions municipals | Eleccions municipals | Eleccions municipals | Eleccions municipals |
| ------------------------ | -------------------- | -------------------- | -------------------- | -------------------- | -------------------- |
| Partit                   | % 2002               | % 2006               | Reg. 2002            | Reg. 2006            |                      |
| SP                       | 0,0                  | 22,9                 | 0                    | 5                    |                      |
| Gemeentebelangen Vught   | 41,4                 | 21,6                 | 9                    | 4                    |                      |
| VVD                      | 17,2                 | 19,3                 | 4                    | 4                    |                      |
| Vught Samen Anders (VSA) | 16,6                 | 17,2                 | 3                    | 4                    |                      |
| CDA                      | 16,7                 | 14,9                 | 3                    | 3                    |                      |
| D66                      | 8,1                  | 4,1                  | 2                    | 0                    |                      |
| Fractie Van Erp          | 0,0                  | -                    | 0                    | 1                    |                      |
| Participació             | 59,7                 | 59,6                 | 21                   | 21                   |                      |